# TV-aksjonen
TV-aksjonen är en årlig, rikstäckande norsk insamling till välgörande ändamål som har arrangerats sedan 1974. Den arrangeras av NRK i samarbete med utvalda organisationer. TV-aksjonen arrangeras i oktober och räknas som den mest kända insamlingen i Norge.